# HSE
Ngành An toàn, Sức khỏe và Môi trường (hay còn được biết đến như HSE, EHS hay SHE) là ngành hoạt động vì sức khỏe và sự an toàn của người lao động, của cộng đồng, sự phát triển bền vững của môi trường, đảm bảo hoạt động đúng pháp luật cũng như bảo vệ danh tiếng của công ty. Phòng HSE của một số công ty chịu trách nhiệm về công tác bảo vệ môi trường, sức khỏe nghề nghiệp và an toàn lao động. Theo C. Stephan , ngành HSE thông thường có hai mục tiêu, đó là phòng ngừa sự cố hoặc tai nạn lao động và giảm thiểu những ảnh hưởng bất lợi có thể xảy ra trong điều kiện hoạt động bình thường.
Lấy ví dụ, cháy nổ và thải các chất độc hại vào môi trường hay khu vực lao động thì cần phải được phòng ngừa. Cũng như những hành động nhằm làm giảm thiểu những tác động đến môi trường của một công ty trong điều kiện vận hành bình thường (như giảm lượng khí thải các-bon của công ty) hay nhằm phòng ngừa công nhân khỏi mắc các bệnh nghề nghiệp. Bộ phận quản lý đóng một vai trò quan trọng và do đó, các nhà quản lý HSE phải nhận biết và tìm hiểu kỹ càng những quy định có liên quan HSE, những điều chưa rõ trong đó cần phải được trao đổi với người quản lý cao nhất (ban giám đốc) để công ty có thể đưa ra các biện pháp phù hợp. Những tổ chức có trụ sở tại Hoa Kỳ là đối tượng được quy định phải tuân theo những quy định HSE trong Bộ pháp điển các quy định của cơ quan hành chính liên bang của Mỹ, đặc biệt là các đề mục 29, 40, và 49. Tuy nhiên, ngành HSE không bị giới hạn bởi những quy định pháp luật và các công ty nên được khuyến khích làm nhiều hơn yêu cầu của pháp luật miễn là thích hợp.
Từ quan điểm của sức khỏe & an toàn, nó liên quan đến việc tạo ra những nỗ lực và hành động hiệu quả để xác định các mối nguy hiểm tại khu vực lao động và giảm thiểu tai nạn lao động cũng như tiếp xúc với các tình huống nguy hiểm và các chất độc hại. Nó cũng bao gồm đào tạo cán bộ trong phòng chống tai nạn, ứng phó tai nạn, ứng phó trong trường hợp khẩn cấp cũng như sử dụng quần áo và thiết bị bảo hộ lao động.
Từ quan điểm của môi trường, nó liên quan đến việc tạo ra một cách tiếp cận có hệ thống để tuân thủ các quy định về môi trường, chẳng hạn như quản lý chất thải hoặc khí thải nhằm làm giảm thiểu lượng khí thải các-bon trong khu vực lao động của công ty.
Những chương trình HSE thành công cũng bao gồm các biện pháp để giải quyết sinh lý lao động, chất lượng không khí và những khía cạnh khác của an toàn lao động có thể ảnh hưởng đến sức khỏe và phúc lợi của người lao động nói riêng và cộng đồng nói chung. 

### Liên bang / quốc tế
- Cơ quan Quản lý An Toàn và Sức khỏe Nghề Nghiệp (OSHA)
- Cơ quan Bảo vệ Môi Sinh (EPA)
- Ủy ban Điều Tiết Hạt Nhân (NRC)
- Cơ quan Quản lý An Toàn và Sức khỏe Mỏ (MSHA)
- Liên Minh châu Âu (EU) - Đạo Luật An Toàn và Sức khỏe Lao động

### Tiểu bang
- Hội đồng An Toàn và Sức khỏe tiểu bang Bắc Carolina
- Ủy ban Điều Tiết Hạt Nhân tiểu bang Massachusetts

### Địa phương
- Sở cứu hỏa
- Luật Thanh tra Xây dựng

- Phân biệt, xác định mối nguy dự án về EHS và rủi ro đi kèm càng sớm càng tốt trong việc xây dựng cơ sở hoặc chu trình dự án, kể cả việc hợp nhất các xem xét EHS vào quá trình lựa chọn địa điểm, quá trình thiết kế sản phẩm, quá trình lập kế hoạch kỹ thuật đối với các yêu cầu về vốn, yêu cầu về công việc kỹ thuật, cấp phép sửa đổi thiết bị hoặc sơ đồ bố trí và kế hoạch thay đổi quá trình.
- Mời các chuyên gia về EHS, những người có kinh nghiệm, năng lực và được đào tạo để đánh giá và quản lý ảnh hưởng và rủi ro EHS, tiến hành chức năng quản lý môi trường cụ thể kể cả chuẩn bị dự án hoặc lên kế hoạch hành động cụ thể và thủ tục mà đưa các khuyến nghị kỹ thuật được trình bày trong tài liệu này phù hợp với dự án.
- Hiểu rõ khả năng và mức độ của rủi ro EHS, dựa trên:
  - Bản chất của các hoạt động dự án, như dự án sẽ phát thải lượng nước thải hoặc khí thải đáng kể, hoặc sẽ liên quan đến các vật liệu hoặc quá trình nguy hại
  - Các hậu quả với người lao động, cộng đồng hoặc môi trường nếu các mối nguy không được quản lý đầy đủ có thể phụ thuộc vào những mức độ lân cận của các hoạt động dự án với mọi người hoặc với các nguồn môi trường mà chúng phụ thuộc vào.
- Ưu tiên chiến lược quản lý rủi ro với mục tiêu tổng thể giảm được rủi ro đối với sức khỏe con người và môi trường, tập trung vào phòng ngừa các tác động không thay đổi và/hoặc đáng kể.
- Ủng hộ chiến lược mà loại trừ được các nguyên nhân của mối nguy tại nguồn, ví dụ, bằng cách lựa chọn vật liệu hoặc quá trình ít nguy hại hơn mà có thể tránh sự cần thiết để kiểm soát HSE.
- Nếu không thể tránh được các ảnh hưởng, thì kết hợp kiểm soát kỹ thuật và quản lý để giảm hoặc giảm thiểu khả năng và mức độ của các hậu quả xấu, ví dụ áp dụng kiểm soát ô nhiễm để giảm mức độ ô nhiễm với người lao động hoặc môi trường.
- Chuẩn bị cho người lao động và cộng đồng lân cận phản ứng với các tai nạn, kể cả việc cung cấp các nguồn tài chính và kỹ thuật để kiểm soát một cách hiệu quả và an toàn các sự kiện và phục hồi môi trường làm việc và môi trường công cộng với các điều kiện an toàn và sức khỏe.
- Nâng cao tính năng HSE thông qua sự kết hợp giám sát tính năng và trách nhiệm hiệu quả.

Hướng dẫn chung HSE chứa thông tin về các vấn đề xuyên suốt về an toàn, sức khỏe và môi trường có khả năng áp dụng cho tất cả các ngành công nghiệp. Hướng dẫn chứa các thông tin sau:
| 1. Môi trường                            | |
|                                          | 1.1 Phát thải khí và chất lượng không khí xung quanh 1.2 Bảo tồn năng lượng 1.3 Nước thải và Chất lượng nước xung quanh 1.4 Bảo tồn nước 1.5 Quản lý vật liệu nguy hại 1.6 Quản lý chất thải 1.7 Tiếng ồn 1.8 Đất nhiễm bẩn                    |
| 2. An toàn và sức khoẻ nghề nghiệp (OHS) | |
|                                          | 2.1 Thiết kế phương tiện chung và thao tác 2.2 Truyền thông và đào tạo 2.3 Mối nguy vật lý 2.4 Mối nguy hóa học 2.5 Mối nguy sinh học 2.6 Mối nguy phóng xạ 2.7 Phương tiện bảo vệ cá nhân(PPE) 2.8 Môi trường nguy hiểm đặc biệt 2.9 Giám sát |
| 3. Sức khỏe cộng đồng và an toàn         | |
|                                          | 3.1 Chất lượng nước và tính có sẵn 3.2 An toàn xây dựng của cơ sở hạ tầng dự án 3.3 An toàn cuộc sống và an toàn cháy 3.4 An toàn giao thông 3.5 Vận chuyển các vật liệu nguy hiểm 3.6 Phòng ngừa bệnh tật 3.7 Chuẩn bị và ứng phó khẩn cấp    |
| 4. Xây dựng và tháo dỡ                   | |
|                                          | 4.1 Môi trường 4.2 An toàn và sức khỏe nghề nghiệp 4.3 An toàn và sức khỏe cộng đồng |

Cách tiếp cận quản lý HSE chính thức đầu tiên xuất hiện vào năm 1985 trong ngành công nghiệp hóa chất bởi hậu quả của các vụ tai nạn thảm khốc (như thảm họa Seveso, thảm họa Bhopal). Sáng kiến tự phát trên toàn thế giới được gọi là "Chăm sóc có trách nhiệm" được đặt ra ở khoảng 50 quốc gia và phối hợp với Hội đồng Quốc tế của Hiệp hội Hóa học (ICCA). Nó bao gồm tám tính năng cơ bản nhằm đảm bảo sự an toàn, vệ sinh lao động và bảo vệ môi trường trong quy trình sản xuất sản phẩm cũng như cố gắng chứng minh bằng những chiến dịch xây dựng hình ảnh ngành công nghiệp hóa học đang hoạt động một cách có trách nhiệm. Tuy nhiên, sáng kiến này chỉ được giới hạn trong các ngành công nghiệp hóa chất.
Từ những năm 1990, cách tiếp cận chung để quản lý HSE mà phù hợp với bất kỳ loại hình tổ chức nào có thể được tìm thấy trong các tiêu chuẩn quốc tế như ISO 14001 về quản lý môi trường và OHSAS 18001 về quản lý an toàn và sức khỏe lao động hoặc Đề án Kiểm soát và Quản lý Kinh tế châu Âu (EMAS). Vào năm 1998, hướng dẫn HSE cũng được lập ra bởi Tổng công ty Tài chính Quốc tế.
Một ví dụ điển hình về những hoạt động của một nhóm thuộc một công ty làm về Sức khỏe, An toàn và Môi trường (HSE) tập trung vào trao đổi thông tin, kinh nghiệm liên quan đến những khía cạnh về sức khỏe, an toàn và môi trường của một vật liệu cùng với quảng bá những cách thức thực hiện hiệu quả chẳng hạn như sử dụng vật liệu tái chế.
Ở Việt Nam, Công ty Tài chính quốc tế IFC (thuộc Ngân hàng Thế giới) đã hỗ trợ Tổng cục Môi trường thuộc Bộ Tài nguyên và Môi trường trong việc rà soát và xây dựng kế hoạch 5 năm về xây dựng và hoàn thiện các quy định và tiêu chuẩn kỹ thuật về môi trường và đến năm 2007 đã cho ra đời Cuốn sách Sổ tay Hướng dẫn chung về Môi trường, Sức khỏe và An toàn, đánh dấu một bước quan trọng trong quan hệ hợp tác của Bộ và IFC.
Các lĩnh vực hoạt động trong ngành HSE bao gồm:
- Xây dựng tiêu chuẩn và quản lý hệ thống kiểm soát:.
- Thanh tra, thanh sát và phát triển.
- Đào tạo.
- Tư vấn giám sát
- Đánh giá rủi ro và biện pháp kiểm soát
- Điều tra tai nạn và khắc phục sự cố
- An toàn cho xây dựng, lắp đặt và sản xuất
- An toàn cho giao thông vận tải
- An toàn với hóa chất và các chất độc hại
- An toàn điện và các nguồn năng lượng khác
- An toàn cho vận hành cơ khí máy móc
- An toàn trong nghiên cứu chế tạo
- An toàn với các nguồn phóng xạ
- An toàn trong phòng và chống cháy, nổ
- Chính sách sức khỏe cộng đồng
- Chế độ thực phẩm dinh dưỡng
- Các vấn đề về bệnh nghề nghiệp
- Các vấn đề về thương tật và chế độ làm việc
- Các vấn đề về sơ cứu, cấp cứu
- Công tác bảo vệ môi trường (cây, không khí, nguồn nước)
- Kiểm soát và xử lý rác thải, nước thải và khí thải
- Các vấn đề về tiếng ồn, âm học
- Các vấn đề về khí thải và chất lượng không khí
- Các vấn đề về nguồn nước
- Các vấn đề về đất, cây và điều kiện tự nhiên
- Các vấn đề về xói mòn và ô nhiễm

Người đứng đầu các tổ chức là người chịu trách nhiệm cao nhất về vấn đề HSE trong tổ chức của mình.
Chính sách An toàn, Sức khỏe và Môi trường của công ty là văn bản cao nhất hướng dẫn việc thực thi các vấn đề về HSE. Chính sách này được soạn thảo thông qua các luật, tiêu chuẩn, yêu cầu cụ thể của mọi hoạt động của công ty. Lấy ví dụ như Tập đoàn Adidas có Hướng dẫn Cơ Bản Về Sức khỏe & An Toàn .
Chính sách về An toàn, sức khỏe và môi trường và các văn bản hướng dẫn cũng như các quy định về các nguyên tắc làm việc phải được phổ biến rộng rãi và triển khai đến từng người trong tổ chức.
Người đứng đầu bộ phận HSE chịu trách nhiệm, tư vấn và báo cáo trực tiếp các vấn đề HSE cho người đứng đầu tổ chức hoặc công ty.
Các thông tin về HSE phải minh bạch, chính xác và phổ biến rộng rãi đến mọi hoạt động của tổ chức.
Những vi phạm thực thi về chính sách cũng như các quy định về HSE phải được đưa vào hình thức kỷ luật và phù hợp với quy định kỷ luật của công ty cũng như luật lao động sở tại.
Nếu bạn là một nhân viên HSE thì đây là một vinh dự lớn lao, đây là một nghề mà trách nhiệm của người đảm nhận là giảm thiểu về chấn thương, đảm bảo sức khỏe, an toàn cho người lao động, bảo vệ môi trường và tài sản của công ty.
- Người sử dụng lao động phải cử người làm công tác an toàn lao động, vệ sinh lao động. Đối với những cơ sở sản xuất, kinh doanh trong các lĩnh vực có nhiều nguy cơ tai nạn lao động, bệnh nghề nghiệp và sử dụng từ 10 lao động trở lên người sử dụng lao động phải cử người có chuyên môn phù hợp làm cán bộ chuyên trách về công tác an toàn, vệ sinh lao động.
- Người làm công tác an toàn lao động, vệ sinh lao động phải được huấn luyện về an toàn lao động, vệ sinh lao động.
- Yêu cầu người phụ trách bộ phận sản xuất ra lệnh đình chỉ công việc hoặc có thể quyết định việc tạm đình chỉ công việc (trong trường hợp khẩn cấp) khi phát hiện các nguy cơ xảy ra tai nạn lao động để thi hành các biện pháp bảo đảm an toàn lao động, đồng thời phải báo cáo người sử dụng lao động về tình trạng này.
- Đình chỉ hoạt động của máy, thiết bị không bảo đảm an toàn hoặc đã hết hạn sử dụng.
- Tham gia điều tra, thống kê, báo cáo và quản lý các vụ tai nạn lao động theo quy định pháp luật hiện hành.
- Tham dự các cuộc họp giao ban sản xuất, sơ kết, tổng kết tình hình sản xuất kinh doanh và kiểm điểm việc thực hiện kế hoạch an toàn - vệ sinh lao động.
- Tham gia góp ý về lĩnh vực an toàn - vệ sinh lao động tại các cuộc họp xây dựng kế hoạch sản xuất kinh doanh, trong việc lập và duyệt các đề án thiết kế, thi công, nghiệm thu, trong việc tổ chức tiếp nhận và đưa vào sử dụng nhà xưởng, máy, thiết bị.
- Tổng hợp và đề xuất với người sử dụng lao động giải quyết các đề xuất, kiến nghị của các đoàn thanh tra, kiểm tra, của các đơn vị cấp dưới hoặc của người lao động.
- Tham gia ý kiến vào việc thi đua, khen thưởng; tổng hợp, đề xuất khen thưởng, xử lý kỷ luật đối với tập thể, cá nhân trong công tác bảo hộ lao động, an toàn - vệ sinh lao động.

Tiêu chuẩn OHSAS 18001 (có thể bị nhầm với tiêu chuẩn ISO 18001) được chấp nhận trên toàn cầu như là một phương pháp đánh giá hệ thống quản lý An toàn lao động và sức khỏe nghề nghiệp. Được các tổ chức tiêu chuẩn thế giới và các tổ chức thương mại hàng đầu xây dựng, tiêu chuẩn OHSAS 18001 cung cấp cho các tổ chức một khung kiểm tra việc quản lý an toàn lao động và sức khỏe nghề nghiệp thích hợp và hiệu quả tại nơi làm việc.
Thông qua việc có được một hệ thống quản lý được xác định rõ ràng tại cơ sở để xác định và kiểm soát các mối nguy về an toàn và sức khỏe, các tổ chức có thể giảm thiểu các mối nguy cho người lao động và khách tham quan hoặc các nhà thầu bên ngoài. Tiêu chuẩn này có thể giúp tổ chức thiết lập các quá trình xem xét và cải tiến liên tục sự an toàn lao động và sức khỏe nghề nghiệp tại cơ sở.
Các yếu tố chính sẽ được đánh giá theo chứng nhận OHSAS là:
- Hệ thống quản lý tại cơ sở
- Hoạch định và Đánh giá mối nguy
- Đào tạo và nhận thức của nhân viên
- Trao đổi thông tin trong hệ thống quản lý an toàn
- Ứng phó với các tình huống khẩn cấp
- Theo dõi và cải tiến liên tục

## Lợi ích của OHSAS 18001
Hệ thống quản lý an toàn và sức khỏe  hiệu quả có thể mang lại lợi ích cho khách hàng của bạn và giúp bạn có được những ưu thế cạnh tranh bằng cách:
• Giảm thiểu rủi ro trì hoãn sản xuất
• Tạo ra môi trường an toàn cho việc kinh doanh
• Chứng minh cam kết của bạn trong việc duy trì hiệu quả các chính sách an toàn và sức khoẻ
Những lợi ích khác giúp tổ chức của bạn hoạt động có hiệu quả hơn, có thể đáp ứng các yêu cầu pháp lý và giúp nâng cao tinh thần của nhân viên bằng cách tạo ra một môi trường làm việc an toàn hơn. Những lợi ích cho tổ chức bao gồm:
• Nâng cao danh tiếng và tăng cơ hội giành được nhiều cơ hội kinh doanh mới
• Giảm thiểu rủi ro ngừng sản xuất khi có sự cố
• Chứng minh cam kết đáp ứng các trách nhiệm pháp lý của bạn
• Tiết kiệm chi phí có thể từ các khoản phí bảo hiểm bắt buộc
• Duy trì sự tuân thủ theo các yêu cầu pháp lý
• Tạo ra một hệ thống vững chắc giúp duy trì và cải tiến liên tục an toàn và sức khoẻ